# Chetwynd (British Columbia)
Chetwynd [tʃɛtwɪnd] ist eine District municipality in der kanadischen Provinz British Columbia. Der Ort befindet sich am Fuße der Rocky Mountains im Nordosten der Provinz und gehört zum Peace River Regional District. Der Pine River fließt südlich an Chetwynd vorbei.

## Geschichte
Vorläufer der Gemeinde war ein kleiner Handelsposten, der bis in die 1930er Jahre betrieben wurde. Zu dieser Zeit kamen Siedler in das Gebiet von Peace River, Funde von Kohle und Öl machten die Gegend weiter attraktiv. In dieser Zeit nannte man dieses Siedlungsgebiet noch Little Prairie. Die Gegend wurde mit dem Bau des Highway 97, der weite Teile des Alaska Highways darstellt, erschlossen, weiterhin wurde ein Eisenbahnanschluss der Northern Alberta Railway gebaut. Zu Ehren des Lokalpolitikers Ralph L.T. Chetwynd wurde der Ort auf Chetwynd umbenannt und aufgrund der gestiegenen Siedlerzahlen erfolgte dann am 25. September 1962 die Zuerkennung der kommunalen Selbstverwaltung (incorporated als Village of Chetwynd) für die Gemeinde. Die Siedlungen um Chetwynd wurden verwaltungstechnisch zusammengeführt und so wurde der District of Chetwynd im Jahr 1983 gegründet (Re-incorporated als District Municipality).

## Demographie
Die letzte offizielle Volkszählung, der Census 2016, ergab für die Ansiedlung eine Bevölkerungszahl von 2.503 Einwohnern, nachdem der Zensus 2011 für die Gemeinde noch eine Bevölkerungszahl von 2.635 Einwohnern ergab. Die Bevölkerung nahm damit im Vergleich zum letzten Zensus im Jahr 2011 um 5,0 % ab und entwickelte sich so gegen den Provinzdurchschnitt, dort mit einer Bevölkerungszunahme von 5,6 %. Bereits im Zensuszeitraum 2006 bis 2011 hatte die Einwohnerzahl in der Gemeinde nur um 0,1 % zugenommen, während sie im Provinzdurchschnitt um 7,0 % zunahm.
Zum Zensus 2016 lag das Durchschnittsalter der Einwohner bei 34,9 Jahren und damit weit unter dem Provinzdurchschnitt von 42,3 Jahren. Das Medianalter der Einwohner wurde mit 32,6 Jahren ermittelt. Das Medianalter aller Einwohner der Provinz lag 2016 bei 43,0 Jahren. Zum Zensus 2011 wurde für die Einwohner der Gemeinde ebenfalls ein Medianalter von 32,6 Jahren ermittelt, bzw. für die Einwohner der Provinz bei 41,9 Jahren.

## Geographie und Klima
In einem ehemaligen Flutgebiet am nordwestlichen Rand der Rocky Mountains wurde Chetwynd angelegt. Umgeben von zahlreichen Wäldern beginnen im Osten der Gemeinde die Prärielandschaften, die die Nachbarprovinz Alberta prägen. Das Klima in Chetwynd ist kühl kontinental geprägt, das zu kalten Wintern und warmen Sommern führt.
|                        | Jan   | Feb   | Mär  | Apr  | Mai  | Jun  | Jul  | Aug  | Sep  | Okt  | Nov   | Dez   |   |       |
| Mittl. Temperatur (°C) | −10,7 | −7,6  | −2,4 | 4,7  | 9,6  | 13,2 | 15,3 | 14,5 | 10,0 | 3,9  | −5,9  | −9,4  | ⌀ | 3     |
| Mittl. Tagesmax. (°C)  | −5,4  | −1,7  | 3,4  | 11,4 | 16,7 | 20,0 | 22,2 | 21,6 | 16,5 | 9,2  | −1,3  | −4,4  | ⌀ | 9,1   |
| Mittl. Tagesmin. (°C)  | −15,9 | −13,5 | −8,2 | −2,0 | 2,5  | 6,5  | 8,4  | 7,4  | 3,5  | −1,3 | −10,4 | −14,3 | ⌀ | −3,1  |
|                        |       |       |      |      |      |      |      |      |      |      |       |       |   |       |
| Niederschlag (mm)      | 21,6  | 16,0  | 19,5 | 18,7 | 37,2 | 76,1 | 79,3 | 53,9 | 44,4 | 30,7 | 29,6  | 20,5  | Σ | 447,5 |
|                        |       |       |      |      |      |      |      |      |      |      |       |       |   |       |
| Regentage (d)          | 9,6   | 8,4   | 9,4  | 7,8  | 11,1 | 12,6 | 13,7 | 12,4 | 12,2 | 11,1 | 11,0  | 9,4   | Σ | 128,7 |
|                        |       |       |      |      |      |      |      |      |      |      |       |       |   |       |
| Luftfeuchtigkeit (%)   | 70,3  | 64,7  | 54,8 | 40,7 | 40,5 | 47,1 | 49,5 | 49,3 | 50,8 | 56,0 | 71,1  | 72,3  | ⌀ | 55,6  |

| −15,9 |

| −13,5 |

| −8,2 |

| −2,0 |

| 2,5 |

| 6,5 |

| 8,4 |

| 7,4 |

| 3,5 |

| −1,3 |

| −10,4 |

| −14,3 |

| −15,9 |

| −13,5 |

| −8,2 |

| −2,0 |

| 2,5 |

| 6,5 |

| 8,4 |

| 7,4 |

| 3,5 |

| −1,3 |

| −10,4 |

| −14,3 |

| N i e d e r s c h l a g | 21,6 | 16,0 | 19,5 | 18,7 | 37,2 | 76,1 | 79,3 | 53,9 | 44,4 | 30,7 | 29,6 | 20,5 |
|                         | Jan  | Feb  | Mär  | Apr  | Mai  | Jun  | Jul  | Aug  | Sep  | Okt  | Nov  | Dez  |

## Politik
Die Geschicke der Gemeinde bestimmt der Gemeinderat (Council) der aus dem Bürgermeister, Merlin Nichols, und sechs weiteren Beigeordneten besteht.
Die Stadt wird im Parlament von British Columbia durch Blair Lekstrom von der British Columbia Liberal Party vertreten (Wahlkreis: Peace River South), Blair Lekstrom hat auch das Amt des Verkehrsministers der Provinz inne. Auf Bundesebene vertritt Bob Zimmer von der Konservativen Partei Kanadas den Wahlkreis Prince George—Peace River.

## Zeit
In Chetwynd findet abweichend zum Großteil der restlichen Provinz British Columbia die Mountain Standard Time (MST) Anwendung. Eine weitere Abweichung ist, dass keine Sommerzeit eingeführt wurde, d. h. im Sommer sind die Uhren ohne Differenz zur restlichen Provinz.

## Verkehr
Die Gemeinde wird von zwei Highways durchzogen. Highway 97 führt durch die gesamte Provinz in Nord-Süd-Richtung. Nach Süden hin ist die nächste größere Stadt Prince George, nach Norden Dawson Creek, dort führt der Highway 97 weiter als „Alaska Highway“. Der zweite Highway in Chetwynd, Highway 29 hat keine überregionale Bedeutung. Er erschließt jedoch das Umland um Chetwynd herum und stellt die Verbindung nach Tumbler Ridge und Hudson’s Hope dar.
Der kleine Flughafen Chetwynd (IATA-Flughafencode: YCQ, ICAO-Code:CYCQ) liegt im Süden der Gemeinde. Er hat nur eine asphaltierte Start- und Landebahn von 1.366 Meter Länge.
Weiterhin ist die Gemeinde an ein überregionales Netz von Busverbindungen angeschlossen, welches von BC Bus North betrieben wird. Die Gemeinde liegt mit einer Haltestelle an der Verbindung Prince George–Mackenzie–Dawson Creek–Fort St. John. Mit Stand 2020 sind in diesem Netz insgesamt 34 Gemeinden und Siedlungen im zentralen und nördlichen British Columbia verbunden.

## Sonstiges
1983 geschah hier der Doppelmord an Andrea Scherpf und Bernd Göricke.

## Söhne und Töchter der Stadt
- Isaiah Ceccarelli (* 1978), Jazz- und Improvisationsmusiker
- Denny Morrison (* 1985), Eisschnellläufer und Olympiasieger
- Dody Wood (* 1972), Eishockeyspieler